# Amos Supuni
Amos Supuni (1970 - desembre de 2008) va ser un tallador de pedra, escultor i educador zimbabuès, d'origen malawi.

## Biografia
Amos Supuni va néixer el 1970 a Malawi. Els pares de Supuni es van traslladar a Zimbabwe quan ell tenia dos mesos.
El 1989, Supuni es va unir a un grup juvenil catòlic a Tafara, als afores de Harare, on va rebre classes d'escultura de Tapfuma Gutsa. El grup es va traslladar posteriorment a Silvera House. El 1991, Supuni va passar sis mesos a Tanzània en un programa d'intercanvi cultural. Allà va aprendre diverses altres tècniques com el gravat, el linogravat i l'aiguafort. Després del seu retorn a Zimbabwe, va continuar treballant a Silvera House fins al 1996. Més tard, es va convertir en artista resident al Chapungu Sculpture Park de Harare. A la tardor de 1999, va ser artista resident al Florida Southern College, on va crear escultures i va impartir una classe d'escultura en pedra.
El 2002, Supuni va anar a Utah a ensenyar el tallat de pedra.
Supuni va morir el desembre de 2008 a Moçambic, abans de complir els 40 anys i va deixar una vídua. Va ser assassinat mentre buscava menjar per a la seva família .

## Obra
En la seva obra Supuni es refereix a qüestions socials contemporànies com els nens del carrer, la manca de llar i la pobresa. D'altra banda, les seves imatges mostren alegria, com l'orgull d'un pare que sosté el seu nadó acabat de néixer. A més, utilitza icones culturals en el seu treball.
Supuni va fer les seves escultures principalment en la dura springstone (pedra de serpentinites fosca excepcionalment dura utilitzada en l'escultura xona), tot i que també va utilitzar mitjans mixtos, com una fusió de fusta, pedra i metall en la seva obra Hwata (ocell secretari), que es va exhibir a l'aeroport d'Atlanta.